# 高瑀 (唐朝)
高瑀（8世纪—834年），唐朝官员，冀州蓨县（今河北省景县）人。
高瑀年轻时喜欢论兵，初为右金吾卫胄曹参军，后来担任节度使府从事，转任陈州、蔡州二州刺史，所至称治，入朝为太仆卿。太和初年，忠武节度使王沛去世，宰相裴度、韦处厚想要任用高瑀深接替。此时，陈许军上表请以高瑀为忠武军节度使，于是唐文宗以高瑀为检校左散骑常侍、许州刺史、忠武节度使。大和三年，就加检校工部尚书。适遭连年水旱，高瑀召集州民绕郭筑塘蓄水灌田。加检校右仆射。大和六年，改为徐州刺史、武宁军节度使。徐泗在王智兴之后，军士骄恣，应该以雄帅出镇。以太府卿崔珙代高瑀，征高瑀为刑部尚书。因病求分司，拜太子少傅。当月，再授检校右仆射、陈许蔡忠武军节度使。大和八年六月去世，赠司空。

## 延伸阅读
[在维基数据编辑]
 在维基文库阅读此作者作品
 《舊唐書/卷162》，出自刘昫《舊唐書》
 《新唐書/卷171》，出自《新唐書》